# Pernille Langelund Jakobsen
Pernille Langelund Jakobsen née le 29 décembre 1979, est une coureuse cycliste professionnelle danoise.

## Palmarès sur route
- 2000
  - 3e du championnat du Danemark du contre-la-montre
- 2001
  - 2e du championnat du Danemark sur route
- 2002
  - 3e du championnat du Danemark du contre-la-montre
- 2004
  -  Championne du Danemark sur route

## Palmarès sur piste

### Championnats internationaux
- 1996
  - 3e du championnat du monde de la poursuite juniors

### Championnats nationaux
- 1994
  - 3e de la vitesse
- 1995
  - 2e de la poursuite
  - 3e de la vitesse
  - 3e de la course aux points
- 1996
  -  Championne de la poursuite
  - 2e du 500 mètres
  - 2e de la course aux points
- 1997
  -  Championne de la course aux points
  - 2e de la poursuite
  - 3e du 500 mètres
- 1998
  -  Championne de la course aux points
  - 2e de la poursuite
  - 2e du 500 mètres
  - 3e de la vitesse
- 1999
  -  Championne de la poursuite
  - 2e de la vitesse
  - 2e de la course aux points
  - 3e du 500 mètres
- 2000
  -  Championne de la poursuite
- 2001
  -  Championne de la course aux points
  -  Championne de la poursuite
  -  Championne de la vitesse
- 2002
  -  Championne de la poursuite
  -  Championne de la vitesse
- 2003
  -  Championne de la course aux points
  -  Championne de la poursuite
  -  Championne de la vitesse
- 2004
  -  Championne de la poursuite
  -  Championne de la vitesse